# 아제르바이잔의 국기

아제르바이잔의 해군기

아제르바이잔의 국기(아제르바이잔어: Azərbaycan Bayrağı 아제르바이잔 바이라그)는 연한 청록(또는 파랑), 빨강, 녹색에 국기 중앙에 초승달과 팔각별을 넣은 가로형 삼색기이다. 비율은 1:2이다.

## 색상
| 색상 | 파랑                | 빨강                | 초록                | 하양                  |
| ---- | ------------------- | ------------------- | ------------------- | --------------------- |
| RGB  | 0–181–226 (#00B5E2) | 239–51–64 (#EF3340) | 80–158–47 (#509E2F) | 255–255–255 (#FFFFFF) |

## 상징
별은 터키인이 분류한 8개의 터키 민족을, 파랑은 터키 민족의 고유 색깔을, 초록은 이슬람교를, 빨강은 현대화와 진보를 나타낸다.

## 역사
1918년 아제르바이잔 민주 공화국 시대에 처음 제정되었다. 그러나 이전부터 행해져 온 소련의 지배가 다시 시작하게 됨에 따라 폐지되었고, 소련이 해체될 때까지 사용하지 못하였다. 
1992년 바르셀로나 올림픽 개막식, 폐막식에서 선수단 입장 때 독립국가연합 자격으로 참가하면서 그 모습을 보이기도 하였다.

아제르바이잔 민주공화국의 국기 (1918년)
아제르바이잔 민주 공화국의 국기 (1918년-1920년)
아제르바이잔 소비에트 사회주의 공화국의 국기 (1920년-1921년)
아제르바이잔 소비에트 사회주의 공화국의 국기 (1922년-1940년)
아제르바이잔 소비에트 사회주의 공화국의 국기 (1940년-1952년)
아제르바이잔 소비에트 사회주의 공화국의 국기(1952년-1991년)
아제르바이잔의 국기 (1991년-2013년)